# Amastus episcotosia
Amastus episcotosia là một loài bướm đêm thuộc phân họ Arctiinae, họ Erebidae.